# غورازده
غورازده هي مدينة في شرق البوسنة والهرسك على نهر درينا. وهي تقع بين فوتشا وروغاتيكا وفيسيغراد، وهي جزء إداري من اتحاد البوسنة والهرسك ومركز كانتون بودريني البوسني.

## جغرافيا
تقع غورازده على ضفاف نهر درينا في جنوب شرق البوسنة على ارتفاع 345 م (1،132 قدم) فوق مستوى سطح البحر . انها تتمتع بموقع جغرافي واستراتيجي جيد للغاية،

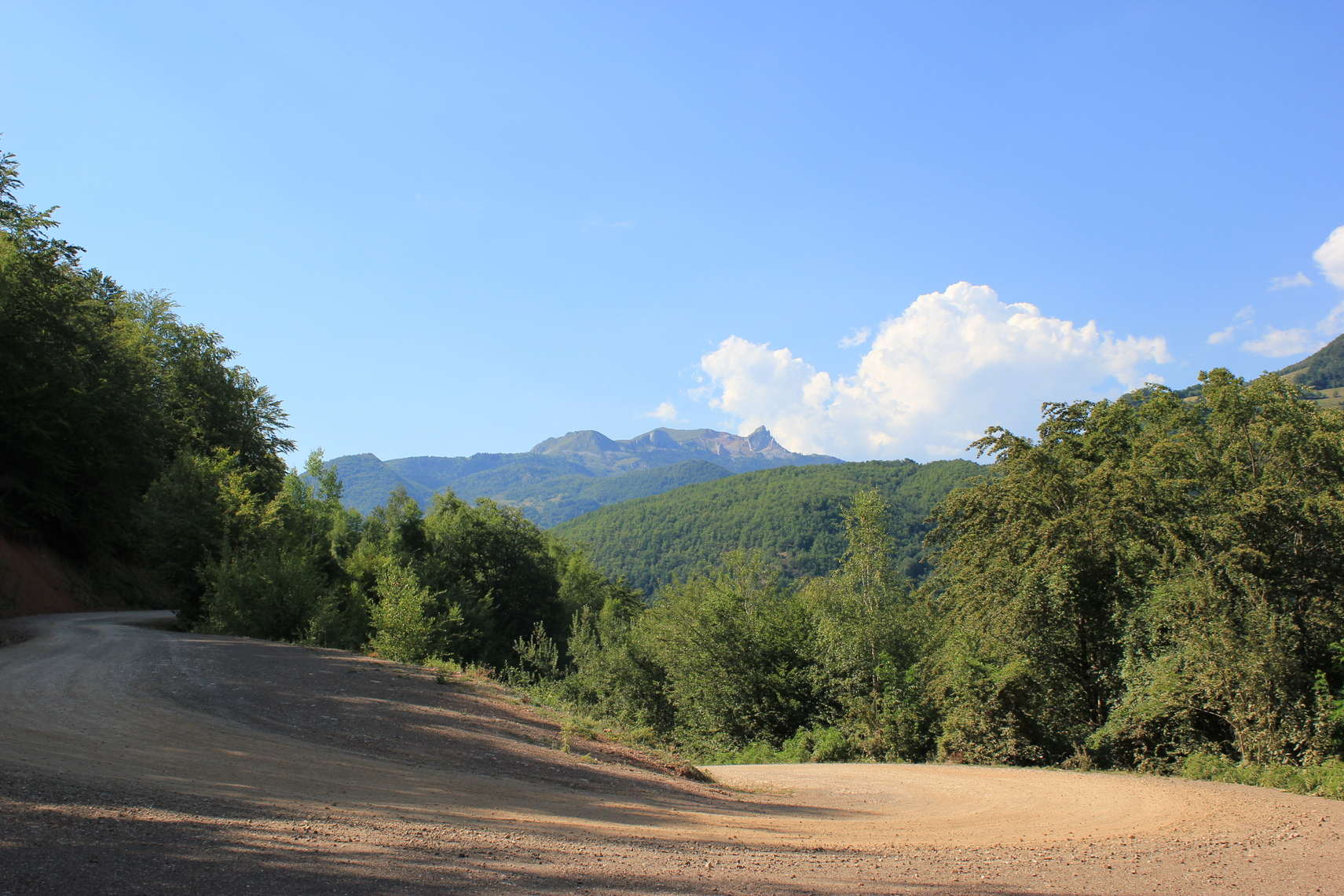

## التاريخ
ذكرت غورازده في الفترة 1379-1404. في ذلك الوقت كانت تقع على الطريق التجاري الذي ركض قادمة من راغوزا في وادي نهر درينا في اتجاه مناجم الفضة سريبرينيتسا. من 1423-1878 كانت تحت حكم الإمبراطورية العثمانية، ثم 1878-1918 تحت هيمنة الإمبراطورية النمساوية المجرية.

## توأمة
لغورازده اتفاقيات توأمة مع كل من:
- متمان
- سانت بريوك
- مراغة
- غيرا (1 مارس 2002 - )[4]
- سستو سان جوفاني